# Naturschutzgebiet Tschengene Skele

Karte der Seelandschaft um die Stadt Burgas

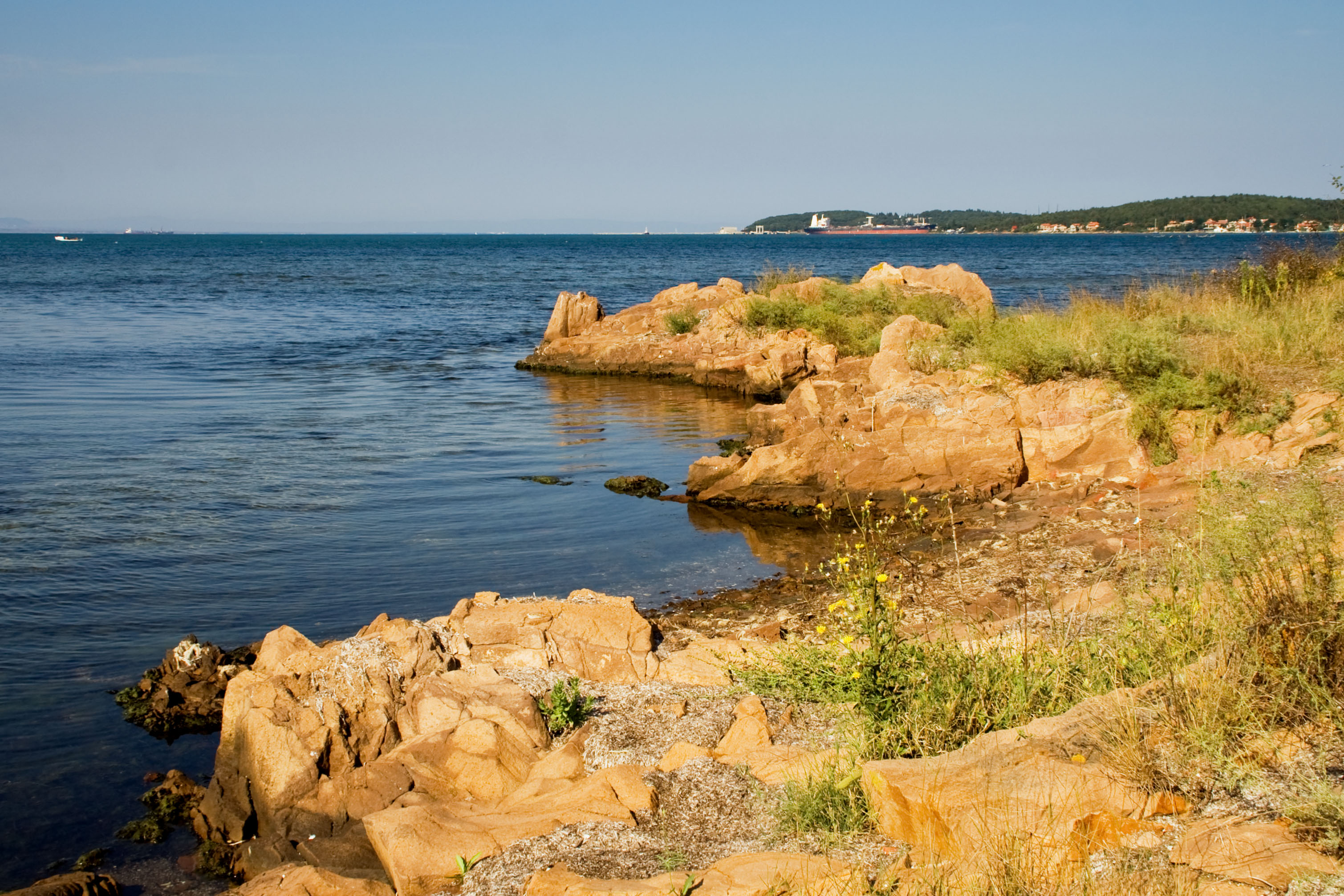
Teil des Naturschutzgebietes Tschengene Skele

Das Naturschutzgebiet Tschengene Skele (auch Chengene Skele und veraltet Cingene Skela, bulgarisch Ченгене скеле, zu dt. aus dem türkischen Zigeuner Hafen) wurde 1995 zum Naturschutzgebiet ernannt. Es befindet sich unmittelbar südlich der Hafenstadt Burgas, in der gleichnamigen Bucht des Schwarzen Meeres im Golf von Burgas. In der Nähe verläuft die Schnellstraße Burgas-Sosopol. Das Naturschutzgebiet liegt entlang des östlichen Nord-Süd-Migrationsweges der Zugvögel, die Via Pontica und nimmt eine Fläche von 191,19 ha ein. Tschengene Skele ist eines der wenigen unter Schutz stehende Gebiete in Bulgarien, die gleichzeitig ein Areal von Land und Meer einschließen. Der ländliche Teil schließt Gebiete des Burgasser Stadtviertel Kraimorie und des Gemeindedorfes Marinka ein. 
Der Südliche Neunstachliger Stichling und der Dreistachlige Stichling, die Kaukasus-Grundel und die Marmorierte Grundel sind unter den Fischenarten, die im Naturschutzgebiet anzutreffen sind. Auf dem Territorium des Naturschutzgebietes wurden 121 in Bulgarien unter Schutz stehende Vogelarten registriert. Es ist eines der wenigen bulgarischen Biotope, in dem der Dünnschnabel-Brachvogel überwintert. 1997 wurde das Naturschutzgebiet Tschengene Skele von BirdLife International als Important Bird Area eingestuft.